# 錢內爾群島海灘 (加利福尼亞州)
錢內爾群島海灘（英語：Channel Islands Beach）是位於美國加利福尼亞州文圖拉縣的一個人口普查指定地區。

## 地理
錢內爾群島海灘的座標為34°09′28″N 119°13′22″W / 34.15778°N 119.22278°W，而該地最高點為海拔高度2米（即7英尺）。

## 人口
根據2010年美國人口普查的數據，錢內爾群島海灘的面積為1.063平方千米，當中陸地面積為1.045平方千米，而水域面積為0.018平方千米。當地共有人口3103人，而人口密度為每平方千米2,919人。